# Puke (adel)
För andra betydelser, se Puke.
Puke, af Puke,  var en svensk adelssläkt, som enligt traditionen härstammade från den medeltida frälseätten Puke.
Som stamfader uppger Gabriel Anrep i släktens artikel i Svenska adelns Ättar-taflor, en artillerikapten i holsteinsk tjänst och konspiratör Johan Puke (1726–1756). Han fick 1751 en son, Johan af Puke med Maria Regina Branting, dotter till majoren Johan Branting och Regina Elisabeth Klöfverfelt, men hann inte ingå äktenskap med henne.
Deras son generalamiralen och statsrådet Johan Puke (1751–1816) adlades 1797 med namnet af Puke, upphöjdes i friherrlig värdighet 1809 med namnet Puke under nummer 328 och till greve 1815 på samma namn under nummer 122. Johan Puke den yngres hustru var Christina Charlotta Gjertta vars mor tillhörde ätten Bäck i Finland. De fick sju barn, varav yngsta dottern var gift med läkaren Johan Ludvig Kruse.
Ätterna utslocknade med hennes yngste bror, konteramiralen och chefen för Förvaltningen av sjöärendena, greve Folke Magnus Puke (1797–1857), som blivit friherre och sedan greve allt eftersom äldre bröder avlidit.